# موگیکو-سان تو
موگیکو-سان تو (انگلیسی: Mugiko-san to) با خانم موگیکو، یک فیلم است که در سال ۲۰۱۳ منتشر شد. از بازیگران آن می‌توان به ماکی هوریکیتا و ریوهی ماتسودا اشاره کرد.